# جایزه رامفورد
جایزه رامفورد (انگلیسی: Rumford Prize) یکی از قدیمی‌ترین جوایز در آمریکاست که از طرف فرهنگستان هنر و علوم آمریکا اعطا می‌شود.
توماس ادیسون یکی از کسانی بود که این جایزه را دریافت کرد.